# Brad Fiedel
Brad Ira Fiedel (New York, 10 marzo 1951) è un compositore statunitense.

## Biografia
Cresciuto a Bayville nello stato di New York, dopo il college iniziò a diventare noto come compositore progressista. Negli anni ottanta lavorò alle colonne sonore di molti film di successo, principalmente nei generi azione e thriller, sperimentando il genere della musica elettronica e facendo uso di sintetizzatori. È stato anche tastierista nel gruppo Hall & Oates.
Nel 1984 il regista James Cameron lo ingaggiò per la composizione della colonna sonora del film Terminator. Il tema principale da lui composto, dal tono metallico e martellante, costituisce ad oggi la sua composizione di maggior successo, che diede slancio alla sua carriera.
In seguito Fiedel compose le colonne sonore di molti film, quali Ammazzavampiri e il sequel Ammazzavampiri 2, The Big Easy, Il serpente e l'arcobaleno, Sotto accusa, Blue Steel - Bersaglio mortale, Terminator 2 - Il giorno del giudizio, Occhi nelle tenebre, True Lies.
Negli anni recenti Fiedel si è dedicato ad altre attività; l'ultimo lavoro di rilievo risale al 1995. Negli anni 2000, per le colonne sonore dei capitoli successivi della serie Terminator, sono stati realizzati degli arrangiamenti orchestrali del tema principale originariamente composto da Fiedel.
È sposato con l'attrice Ann Dusenberry.

## Filmografia parziale
- The Astrologer, regia di James Glickenhaus (1975)
- Carrel agente pericoloso (Deadly Hero), regia di Ivan Nagy (1975)
- Bunker, regia di George Schaefer (1981)
- Il killer della notte (Night School), regia di Ken Hughes (1981)
- Just before dawn, regia di Jeff Lieberman (1981)
- Terminator, regia di James Cameron (1984)
- Ammazzavampiri, regia di Tom Holland (1985)
- Posizioni compromettenti (Compromising Positions), regia di Frank Perry (1985)
- Un fiore nel deserto, regia di Eugene Carr (1986)
- Nowhere to Hide, regia di Mario Azzopardi (1987)
- Il serpente e l'arcobaleno, regia di Wes Craven (1988)
- Ammazzavampiri 2, regia di Tommy Lee Wallace (1988)
- Sotto accusa, regia di Jonathan Kaplan (1988)
- Verdetto finale, regia di Joseph Ruben (1989)
- Blue Steel - Bersaglio mortale, regia di Kathryn Bigelow (1989)
- Terminator 2 - Il giorno del giudizio, regia di James Cameron (1991)
- Una bionda tutta d'oro, regia di Russel Mulcahy (1993)
- Impatto imminente, regia di Rowdy Herrington (1993)
- True Lies, regia di James Cameron (1994)
- Johnny Mnemonic, regia di Robert Longo (1995)

### Televisione
- Tucker's Witch - serie TV, 12 episodi (1982-1983)
- Una decisione difficile (A Fighting Choice), regia di Ferdinand Fairfax – film TV (1986)
- Voci nella notte - serie TV, 52 episodi (1989-1991)
- Lifestories - serie TV, 10 episodi (1990-1991)
- Ragionevoli dubbi - serie TV, 44 episodi (1991-1993)
- Timecop - serie TV, 7 episodi (1997-1998)

### Premi
- Saturn Award - nomination (1985)[3]
- ASCAP Award - vinto (1992)
- ASCAP Award - vinto (1995)